# 1942 en sport automobile
Chronologie du Sport automobile
1941 en sport automobile - 1942 en sport automobile - 1943 en sport automobile

## Naissances
- 1er janvier : James Sharp, plus connu sous son surnom Hap Sharp, pilote automobile américain, († 7 mai 1993).
- 5 janvier : Hans-Peter Joisten, pilote automobile allemand.  († 21 juillet 1973).
- 18 janvier : Johnny Servoz-Gavin, pilote automobile français de Formule 1. († 28 mai 2006).
- 26 janvier : Guy Chasseuil, pilote automobile français de rallye et d'endurance.
- 17 février : John Morton, pilote automobile américain.
- 16 mars : Gijs van Lennep, pilote de course automobile néerlandais.
- 28 mars : Bernard Darniche, pilote automobile (rallye) français.
- 12 avril : Carlos Reutemann, pilote automobile argentin.
- 18 avril : Jochen Rindt, pilote autrichien de Formule 1, champion du monde à titre posthume en 1970. († 5 septembre 1970).
- 15 mai : Jacques Henry, pilote de rallye automobile français. († 19 novembre 2016).
- 21 mai : Danny Ongais, pilote automobile américain.
- 24 mai : Hannu Mikkola, pilote automobile (rallye) finlandais.
- 27 juin : Chris Irwin, pilote automobile Britannique.
- 6 août : Jean-Marie Jacquemin, pilote de rallyes et sur circuits belge.
- 10 août : Luc Rozentvaig, pilote automobile français.
- 14 août : Jackie Oliver, pilote automobile britannique.
- 25 septembre : Henri Pescarolo, pilote automobile français de Formule 1 et d'endurance.
- 1er octobre : Jean-Pierre Jabouille, pilote automobile français de Formule 1.
- 28 novembre : Claude Haldi, pilote automobile suisse.
- 19 décembre : Hugues de Fierlant, pilote automobile belge.
- 30 décembre : Guy Richard Goronwy Edwards, pilote automobile britannique.

## Décès
- 24 avril :  John Peter "Johnnie" Wakefield, pilote automobile britannique, (° 5 avril 1915).
- 22 septembre : Louis F. Schneider, pilote automobile américain, vainqueur des 500 miles d'Indianapolis. (° 19 décembre 1901).
- 2 octobre : Lotario Rangoni, pilote de course automobile italien. (° 1913).